# عضلة أخمصية

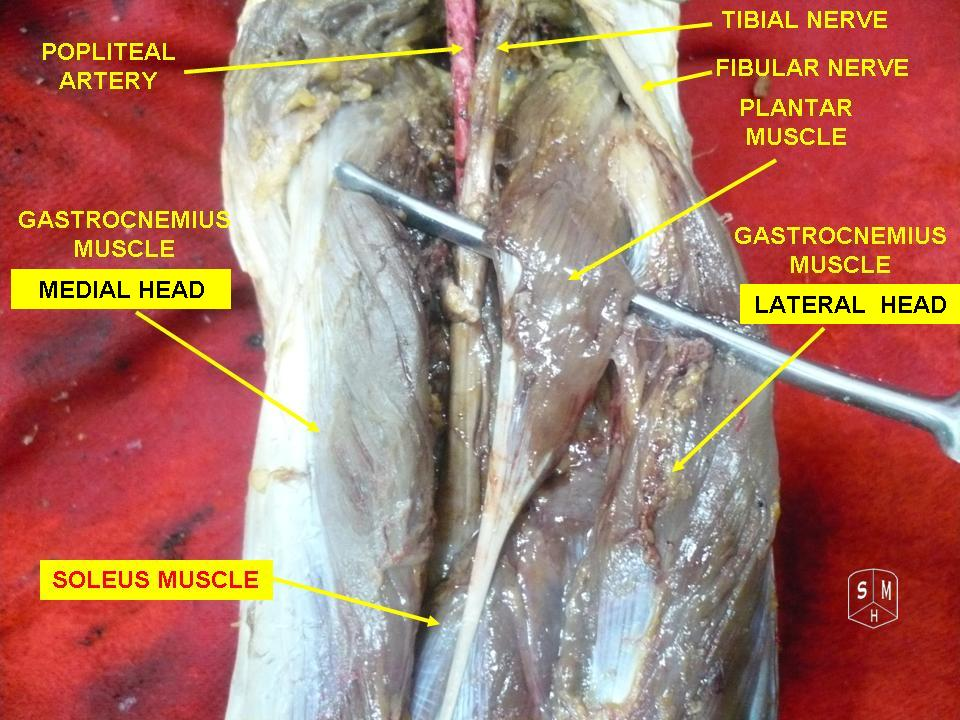
العَضلة الأَخمَصية (Plantaris muscle)

العَضلة الأَخمَصية  (بالإنجليزية: Plantaris muscle)‏ هي عضلة صَغيرة من عَضلات الطَرف السُفلي لِجسم الإنسان، تُوجد إلى الوَسط من الرَأس الجانِبي لِعضلة الساق.

## المَنشأ
تَنشأ العَضلة الأَخمصية مِن السَطح المِأبَضي لِعظمة الفَخذ فَوق اللُقمة الوَحشية.

## المَغرس
تَنتهي العَضلة بوَتر طَويل وَنَحيل ،حَيث تَنغرس هذه العَضلة في السَطح الخَلفي لِعظمة العَقِبي.

## العَصب
يَتصل بِها العَصَب الظُّنبوبِي الإنسي (medial tibial nerve).

## الحَركة
تَقوم هذه العَضلة بِـ:
1. الثَني الأَخمصي (Planter Flexion) للقَدم.
2. ثَني مِفصل الرُكبة.

## مصا
1. Lower Limb Anatomy Part IIB, Alexandria University Faculty of Medicine,1st year, page.79

## معرض صور

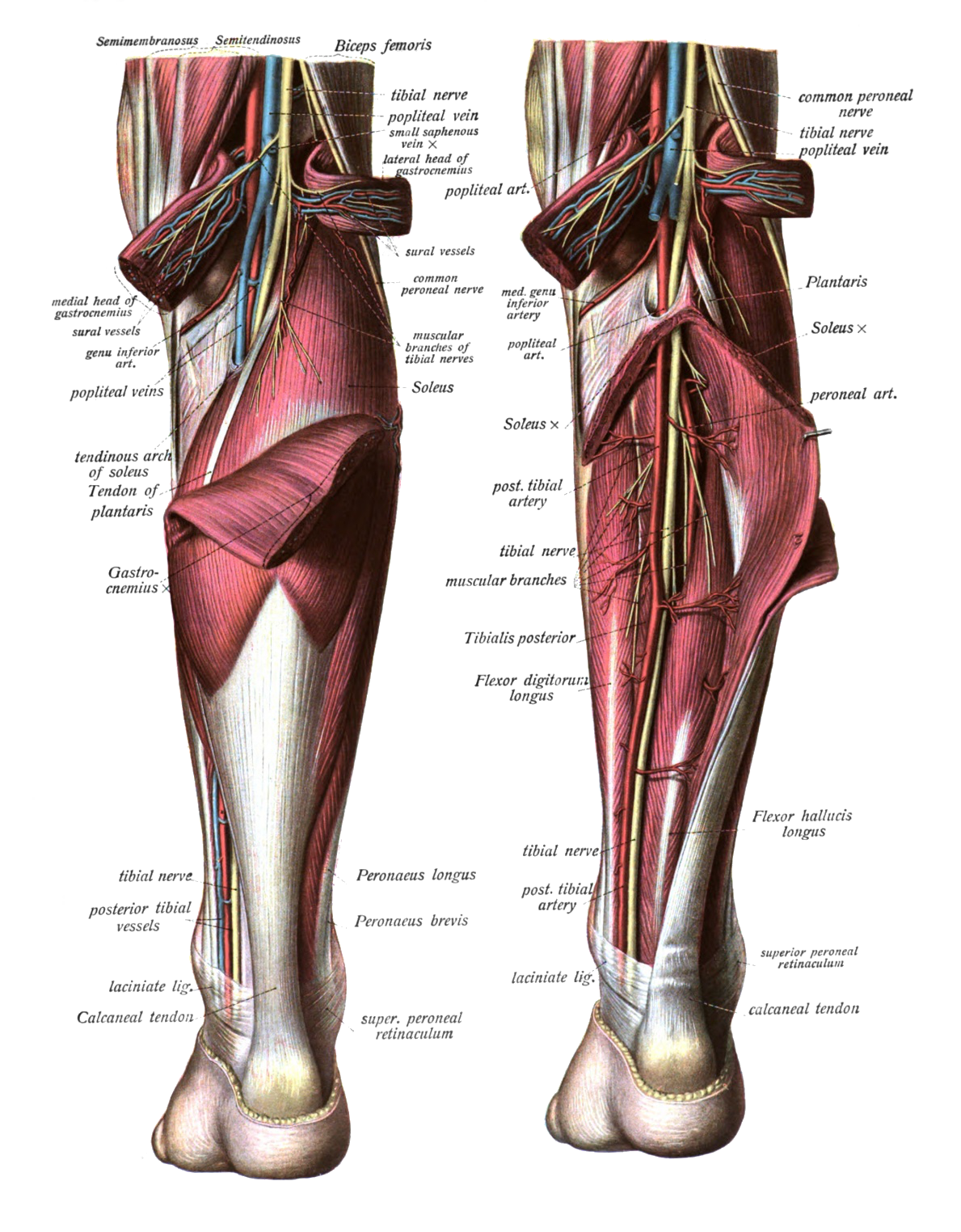
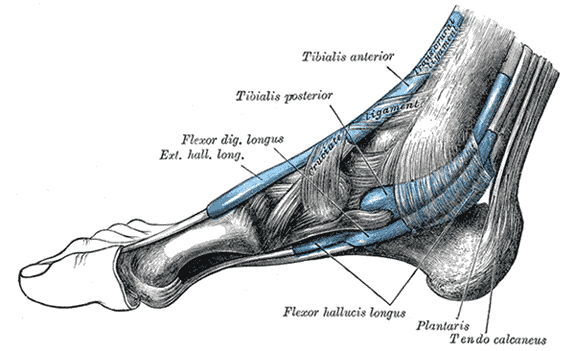
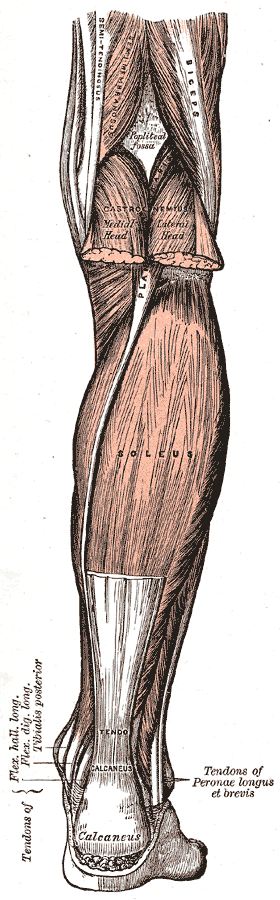